# Non Narai (huyện)
Non Narai (tiếng Thái: โนนนารายณ์) là một huyện (amphoe) của tỉnh Surin, đông bắc Thái Lan.

## Lịch sử
Tiểu huyện (king amphoe) được thành lập ngày 1 tháng 7 năm 1997, khi năm tambon đã được tách ra từ Rattanaburi.
Theo quyết định của chính phủ Thái Lan vào ngày 15 tháng 5 năm 2007, tất cả 81 tiểu huyện đều được nâng lên thành huyện. Với việc đăng công báo ngày 24 tháng 8, việc nâng cấp này thành chính thức.

## Địa lý
Các huyện giáp ranh (từ phía nam theo chiều kim đồng hồ) là: Samrong Thap, Sanom và Rattanaburi của tỉnh Surin, và Mueang Chan của tỉnh Sisaket.

## Hành chính
Huyện này được chia thành 5 phó huyện (tambon), các đơn vị này lại được chia ra thành 67 làng (muban). Không có khu vực đô thị, có 5 Tổ chức hành chính tambon.
| STT. | Tên        | Tên Thái | Số làng | Dân số |  |
| ---- | ---------- | -------- | ------- | ------ |  |
| 1.   | Nong Luang | หนองหลวง | 8       | 5.610  |  |
| 2.   | Kham Phong | คำผง     | 12      | 6.094  |  |
| 3.   | Non        | โนน      | 15      | 5.980  |  |
| 4.   | Rawiang    | ระเวียง   | 13      | 8.821  |  |
| 5.   | Nong Thep  | หนองเทพ  | 19      | 8.889  |  |